# Giovanni Battista Re
Giovanni Battista kardinál Re (30. ledna 1934 Borno, Itálie) je italský římskokatolický biskup, dlouholetý pracovník římské kurie, kardinál-biskup.

## Život

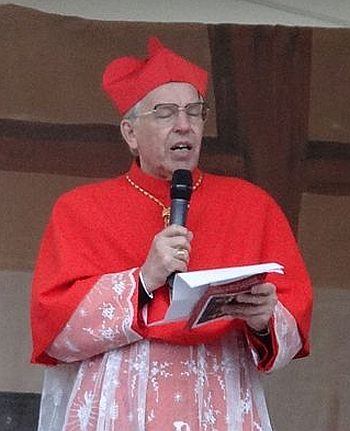
Kardinál Re (2013)

Studoval v semináři v Brescii, v tomto městě také přijal 3. března 1957 kněžské svěcení. Později studoval kanonické právo na Papežské univerzitě Gregoriana a připravoval se na diplomatickou dráhu na Papežské diplomatické akademii. Na počátku 60. let působil jako duchovní a přednášející v semináři v Brescii, od července 1964 zahájil diplomatickou službu u Apoštolského stolce. Byl sekretářem na nunciaturách v Panamě a Íránu. V roce 1971 se vrátil do Vatikánu a pracoval jako sekretář kardinála Giovanniho Benelliho.
Dne 9. října 1987 byl jmenován sekretářem Kongregace pro biskupy, biskupské svěcení přijal z rukou papeže Jana Pavla II. 7. listopadu 1987. Dne 12. prosince byl jmenován substitutem ve státním sekretariátu (v sekci obecných záležitostí). Od 16. září 2000 plnil funkci prefekta Kongregace pro biskupy i předsedy Papežské komise pro Latinskou Ameriku. 21. února 2001 ho papež Jan Pavel II. jmenoval kardinálem. Po dovršení kanonického věku rezignoval na své funkce 30. června 2010.
Dne 18. ledna 2020 papež František schválil jeho volbu děkanem kardinálského kolegia, a tím se stal i titulárním biskupem ostijským. Papež František rozhodl dne 7. ledna 2025 o prodloužení této funkce na dalších 5 let, což bylo oznámeno v komuniké Tiskového úřadu Svatého stolce dne 6. února 2025.